# واد سوفلات
واد سوفلات منطقة تقع ضمن حدود أراضي قبيلة أولاد سيدي سالم والتي تم ترسيم حدودها وتشكيلها في دوار واحد بموجب مرسوم صادر في 6 ديسمبر 1895. تم تحويلها إلى بلدية بموجب مرسوم صادر في 4 ديسمبر 1956، في مقاطعة المدية خلال الفترة الاستعمارية. وأُطلق عليها قسم إداري متخصص باسم دوار متينان (بين الحوش وسوق الخميس). شهد واد سوفلات استشهاد زعيم المقاومة الجزائري الحاج محمد المقراني في 5 مايو 1871 في اشتباك مع قوات فرنسية من فرقة الزاوف بقيادة العقيد تروميه وتحديدا بمنطقة تسمى ذراع الخروب حيث كان يؤم فرقة من المقاومين في صلاة الظهر.

## نصب تذكاري

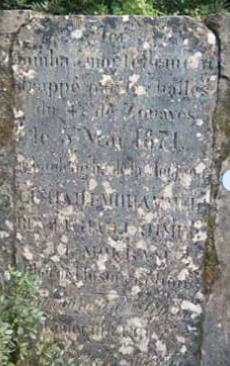
حجر تذكاري مكتوب عليه ما يلي ”هذا هو المكان الذي سقط فيه باشاغا مجانة الحاج محمد بن الحاج أحمد المقراني، قائد التمرد، الذي أصيب بجروح قاتلة برصاص الزواف الرابع في 5 مايو 1871. قائد الرتل، الجنرال سيريز؛ وقائد قسم أومالي، المقدم تروميه"

في عام 1874، على الضفة اليمنى لوادي سوفلات، مقابل كدية المسدور التي تعلو الضفة اليسرى بحوالي ستين متراً، وضع الكولونيل تروميه حجراً تذكارياً مكتوب عليه ما يلي ”هذا هو المكان الذي سقط فيه باشاغا مجانة الحاج محمد بن الحاج أحمد المقراني، قائد التمرد، الذي أصيب بجروح قاتلة برصاص الزواف الرابع في 5 مايو 1871. قائد الرتل، الجنرال سيريز؛ وقائد قسم أومال، المقدم تروميه".
بعد الاستقلال تم تسمية سوفلات باسم "المقراني" تخليدا لذكرى استشهاده.